# Пабло Лара
Пабло Лара (ісп. Pablo Lara, 30 травня 1968) — кубинський важкоатлет.
Олімпійський чемпіон 1996 року в категорії до 76 кг, срібний призер 1992 року в категорії до 75 кг.
Чемпіон світу 1991 (до 75 кг), 1994 (до 76 кг), 1995 (до 76 кг) років, бронзовий призер 1989 року в категорії до 75 кг.